# Nyctobia perarcuata
Nyctobia perarcuata är en fjärilsart som beskrevs av Walker 1862. Nyctobia perarcuata ingår i släktet Nyctobia och familjen mätare. Inga underarter finns listade i Catalogue of Life.